# Germanos Mouakkad
Germanos Mouakkad (* April 1853 in Damaskus; † 11. Februar 1912 in Beirut) war ein melkitischer griechisch-katholischer Geistlicher und Bischof von Baalbek.

## Leben
Er wurde Anfang April 1853 als Sohn von Issa Mouakkad und dessen Ehefrau Marie Kayata geboren. Seine Eltern waren Melkiten. Bei seiner Taufe erhielt er den Namen Joseph. Bis zu seinem zwölften Lebensjahr besuchte er eine christliche Schule in seiner Heimatpfarrei, danach arbeitete er bei einem Kaufmann als Gehilfe.
Mit sechzehn Jahren ging er – gegen den heftigen Widerstand seiner Mutter – als Novize in das Kloster des Heiligen Erlösers, wo er den Mönchsnamen Ignace annahm. Nachdem er einige Jahre bei Joseph Bakos Philosophie studiert hatte, wurde er von Clément Bahous zum Priester geweiht und wirkte als Seelsorger in Kairo sowie in Damaskus. Von 1880 bis 1886 war er Patriarchalvikar des Melkitischen Patriarchen von Jerusalem. Am 16. März 1886 empfing er die Bischofsweihe und wurde – nunmehr unter dem Namen Germanos – Bischof der Eparchie Baalbek. 1896 erhielt er während eines Aufenthaltes in Rom von Papst Leo XIII. die Erlaubnis, einen Orden für Missionspriester zu gründen, was er 1903 verwirklichen konnte. Das Mutterhaus der Missionsgesellschaft des heiligen Paulus wurde in Harissa im Libanon errichtet.
Germanos Mouakkad starb am 11. Februar 1912 in einem französischen Krankenhaus in Beirut an den Folgen einer langjährigen Erkrankung.
Im Jahre 2014 erschien eine libanesische Briefmarke mit seinem Bild.